# Karel Traugott Spens z Boodenu
Karel Traugott svobodný pán Spens z Boodenu († 19. srpen 1796) byl slezský šlechtic pocházející z rodu Spensů z Boodenu.
Byl synem Karla Leopolda Spense z Boodenu a jeho ženy Anny Josefy Halamové z Jičína. V roce 1762 se oženil s Marií Annou Beesovou z Chrostiny. Patřila mu panství Kačice (od 1760), Otrubkov (od 1760), Pohvizdov (od 1775) a Blahotice (od 1780).
V roce 1765 se stal přísedícím zemského soudu v Těšínském knížectví. Ke dni 22. srpnu 1781 byl povýšen do stavu svobodných pánů.